# 市川堅太郎
市川 堅太郎（いちかわ けんたろう、1870年9月10日（明治3年8月15日） - 1925年（大正14年）2月4日）は、日本の陸軍軍人。最終階級は陸軍中将。

## 経歴
石川県金沢市で知行100石の旧加賀藩士の家に生まれる。1890年（明治23年）7月、陸軍士官学校（1期）を卒業。翌年3月、歩兵少尉任官。1900年（明治33年）12月、陸軍大学校（14期）を卒業。参謀本部勤務となる。
日露戦争に第4軍参謀として出征した。1908年（明治41年）12月、第2師団参謀長に就任し、1909年（明治42年）1月、歩兵大佐に昇進した。1912年（大正元年）11月、歩兵第9連隊長となる。1914年（大正3年）11月、陸軍少将に昇進し歩兵第7旅団長に着任。
1916年（大正5年）4月、歩兵第39旅団長となり、1917年（大正6年）8月、朝鮮駐剳軍参謀長に異動。1918年（大正7年）5月、朝鮮駐剳軍が朝鮮軍と改称し引き続き参謀長を務めた。1918年（大正7年）11月、陸軍中将に進み由良要塞司令官に就任。1919年（大正8年）11月、第15師団長に親補された。1922年（大正11年）8月、待命となり、1923年（大正12年）3月、予備役に編入された。墓所は多磨霊園。

## 栄典
位階
- 1892年（明治25年）2月3日 - 正八位[5]
- 1894年（明治27年）5月30日 - 従七位[6]
- 1909年（明治42年）4月20日 - 従五位[7]
- 1921年（大正10年）1月10日 - 正四位[8]
- 1923年（大正12年）4月20日 - 従三位[9]

勲章等
- 1902年（明治35年）11月29日 - 勲五等瑞宝章[10]
- 1906年（明治39年）4月1日 - 功三級金鵄勲章・勲四等旭日小綬章・明治三十七八年従軍記章[11]
- 1911年（明治44年）6月13日 - 勲三等旭日中綬章[12]
- 1912年（大正元年）8月1日 - 韓国併合記念章[13]
- 1920年（大正9年）11月1日 - 旭日重光章・大正三年乃至九年戦役従軍記章[14]
- 1921年（大正10年）7月1日 - 第一回国勢調査記念章[15]

## 親族
- 娘婿 田村義冨（陸軍中将）